# Khalid Mohammed
Khalid Abdi Mohammed (* 4. Dezember 1997 in Manchester) ist ein ehemaliger englischer Fußballspieler.

## Karriere
Mohammed war in der Nachwuchsakademie des FC Bury aktiv, bevor er zur Saison 2014/15 einen zweijährigen Vertrag für die Nachwuchsmannschaft des Klubs erhielt. Im Dezember 2014 unterlag er mit dem Team vor 1000 mitgereisten Fans im FA Youth Cup dem Nachwuchs von Manchester United um Marcus Rashford, Cameron Borthwick-Jackson, Axel Tuanzebe und Timothy Fosu-Mensah mit 0:1 im Old Trafford. Im August 2015 erzielte er im Finale des Lancashire Senior Cups gegen den AFC Rochdale kurz vor Spielende nach einer Flanke von Scott Burgess den 2:1-Siegtreffer. Bei einer 0:2-Auswärtsniederlage gegen Shrewsbury Town im Oktober 2015 kam der Mittelfeldakteur per Einwechslung zu seinem einzigen Einsatz in der League One, bei weiteren vier Ligaspielen saß er auf der Ersatzbank.
Im Gegensatz zu seinen Mitspielern George Miller und Rob Bourne erhielt Mohammed im Frühjahr 2016 keinen Profivertrag angeboten und verließ den Klub am Saisonende.